# Niederländische Fußballmeisterschaft 1897/98
In der niederländischen Fußballmeisterschaft 1897/98 wurde der Landesmeister erstmals überregional ermittelt, nachdem in den Vorjahren nur regionale Wettbewerbe stattfanden. Hierzu gab es ein Entscheidungsspiel zwischen dem Ost- respektive Westmeister, dabei setzte sich RAP Amsterdam gegen Vitesse Arnheim durch.

## Regionale Ausscheidung

### Ost
| Pl. | Verein                  | Sp. | S | U | N | Tore    | Quote | Punkte |
| --- | ----------------------- | --- | - | - | - | ------- | ----- | ------ |
| 1.  | Vitesse Arnheim         | 8   | 5 | 3 | 0 | 032:120 | 2,67  | 13:30  |
| 2.  | GVC Wageningen          | 8   | 5 | 1 | 2 | 028:800 | 3,50  | 11:50  |
| 3.  | Quick 1888              | 8   | 2 | 3 | 3 | 015:150 | 1,00  | 07:90  |
| 4.  | Koninklijke UD Deventer | 8   | 1 | 3 | 4 | 008:160 | 0,50  | 05:11  |
| 5.  | EFC PW 1885             | 8   | 1 | 2 | 5 | 008:400 | 0,20  | 04:12  |

### West
| Pl. | Verein              | Sp. | S | U | N | Tore    | Quote | Punkte |
| --- | ------------------- | --- | - | - | - | ------- | ----- | ------ |
| 1.  | RAP Amsterdam       | 12  | 9 | 2 | 1 | 039:800 | 4,88  | 20:40  |
| 2.  | Sparta Rotterdam    | 12  | 6 | 4 | 2 | 022:130 | 1,69  | 16:80  |
| 3.  | HBS Craeyenhout     | 12  | 6 | 1 | 5 | 024:190 | 1,26  | 13:11  |
| 4.  | HFC Haarlem         | 12  | 4 | 3 | 5 | 023:230 | 1,00  | 11:13  |
| 5.  | Rapiditas Rotterdam | 12  | 4 | 2 | 6 | 021:310 | 0,68  | 10:14  |
| 6.  | HVV Den Haag        | 12  | 4 | 2 | 6 | 016:260 | 0,62  | 10:14  |
| 7.  | CFC Celeritas       | 12  | 0 | 4 | 8 | 007:300 | 0,23  | 04:20  |

## Entscheidungsspiel
| RAP Amsterdam                              | RAP Amsterdam | Vitesse Arnheim | Vitesse Arnheim |
| ------------------------------------------ | --- | --- | --------------- |
| RAP Amsterdam                              | \| 24. April 1898 in Utrecht (Hoogelandspark) \| \| Ergebnis: 4:2 (2:1) \| \| Schiedsrichter: Van Hasselt \|                             | \| 24. April 1898 in Utrecht (Hoogelandspark) \| \| Ergebnis: 4:2 (2:1) \| \| Schiedsrichter: Van Hasselt \|                                           | Vitesse Arnheim |
| RAP Amsterdam                              | J. Rincker – Potter, J. v. d. Linde – Hülsmann, F. Lieftinck, J. C. Schröder – F. Kampschreur, P. Elias, J. Hisgen, H. de Bruĳn, Zweerts | R. d’Arnaud Gerkens – Jager, R. W. Hendriks – H. G. Hesselink, Meihuizen, Jacobsen – Goedvriend, P. H. Hendriks, De Villeneuve, W. H. Hesselink, Roqué | Vitesse Arnheim |
| RAP Amsterdam                              | 1:0 Hisgen 2:0 Hisgen 3:1 Hisgen 4:2 Hisgen                                                                                              | 2:1 W. H. Hesselink 3:2 De Villeneuve | Vitesse Arnheim |
| 24. April 1898 in Utrecht (Hoogelandspark) | | |                 |
| Ergebnis: 4:2 (2:1)                        | | |                 |
| Schiedsrichter: Van Hasselt                | | |                 |